# Casper Mountain
Casper Mountain – jednostka osadnicza w Stanach Zjednoczonych, w stanie Wyoming, w hrabstwie Natrona.